# Prónay László
Báró tótprónai és blatnicai Prónay László (Szirák, 1734. szeptember 14. – Acsa, 1808. október 28.) alispán, Turóc és Csanád vármegye főispánja, tanácsos, több vármegye királyi biztosa, közjogi író.

## Élete
Előkelő köznemesi család sarja. Atyja, Prónay Gábor, egy időben Pest vármegye követe volt; anyja királyfalvi Roth Éva volt.
1763-tól működött Nógrád vármegye másod-, 1765-től első alispánjaként. 1770-ben bárói rangot kapott, emellett József császár királyi helytartósági tanácsosa lett. 1787-től belső titkos tanácsos. Turóc vármegye főispánja, valamint Zólyom, Hont, Liptó, Gömör és Árva vármegyék adminisztrátora és királyi biztosa. II. József halála után helyreállt a hagyományos vármegyei beosztás. Az 1790. május 3-i megyegyűlésen Csanád vármegye főispánjává választották, a posztot haláláig töltötte be. Nagy pártfogója volt a magyar nyelvnek és az irodalomnak. Az országgyűlésben ő volt az egyik, aki a magyar nyelv hivatalossá tétele mellett munkálkodott.

## Családja
A család Turóc vármegye legrégebbi törzsökös családja közé tartozott, már 1279-ben birtokuk volt Tót-Próna. I. Ferdinánd magyar király 1536-ban megerősítette ősi nemzetségükben a családot. 1736-ban a család bárói és nemesi ágra szakadt.
Prónay László a bárói ágban született, neves fivére, Prónay Gábor főispán volt.
Felesége Radvánszky Rozália (1742–?) volt, akitől két nevesebb gyermeke született:
- Sándor (1760-1839) aranysarkantyús lovag, királyi kamarás és
- Lajos (1767–1827), aki Albert édesapja és Zay Károly apósa volt.

- Lányaik közül Ágnes (1773–1844) Ráday Pál (1768–1827), Piroska (1780–1814) pedig Lónyay Gábor (1778–1824) felesége lett.

## Művei
- Cogitata de haereditariis et perpetuis comitatuum supremis comitibus (Pozsony, 1826)
- Opinio de comite Temesiensi in munerum regni baronum jure postliminii reponendo, deputationi regnicolari publico politicae substrata (Pozsony, 1826)

## További információ
- Magyar írók élete és munkái
- 1788. június 13-án kelt levele Kazinczyhoz (Orpheus. Kassa, 1790. I. kötet. 15-16. old. Online)